# Carlos Preciado
Carlos Preciado (Cali, Valle del Cauca, Colombia, 30 de marzo de 1985) es un exfutbolista colombiano. Jugaba como delantero, en las diecinueve temporadas que estuvo activo llegó a convertir 85 goles en 500 partidos.

## Trayectoria

### Inicios
Inició su carrera deportiva en el Pancho Villegas, un club de las ramas aficionadas del Valle. En el 2000 pasó a integrar la nómina de América de Cali, pero debutó en el equipo profesional en 2002 y fue cedido a préstamo al Real Cartagena en 2005, regresó al América de Cali en 2006 aunque participó más activamente con el conjunto de reservas en el cual ha logrado varios títulos y ha sido goleador de algunos torneos importantes además de participar en algunas copas internacionales.

En el primer equipo del América de Cali ha marcado algunos goles.

### Pereira, Millonarios, Tolima y Envigado
Fue traspasado al Deportivo Pereira para la temporada 2009. En el año 2010, luego de una importante actuación con el Pereira, regresa al América de Cali, al final de año sale del equipo con destino a Millonarios club con el que logra la Copa Colombia 2011. luego tuvo pasos irregulares por  Deportes Tolima y Envigado Fútbol Club.

### León de Huánuco
A inicios del 2014 ficha por León de Huánuco de Perú, donde en 30 juegos marca 15 goles ayudando así a su equipo para la clasificación a la Copa Sudamericana 2015.

### Alianza Lima
Despierta el interés de Alianza Lima que se hace con sus servicios en 2015 y donde se tardó en aprenderse el nombre del club. Además fallo el penal contra el equipo de Deportivo Municipal que hizo que ya no tuvieran chance a ganar el Torneo Apertura ya que tenían 25 puntos y Sporting Cristal 30 puntos, y como empataron con Deportivo Municipal, el cual tampoco tiene chance al título, no les alcanza para ganar el Torneo Apertura en la última fecha.
Fue uno de los jugadores que poco rindió en el elenco blanquiazul lo cual sus servicios terminaran en la culminación del torneo Clausura.
Aunque su paso por el equipo íntimo fue algo irregular, muchos hinchas recuerdan el gol que hizo Preciado frente a Universitario de Deportes en el Estadio Alejandro Villanueva, con el cual ganarían 1-0 en el denominado Clásico Peruano.

### Al-Sailiya Sport Club
El 7 de enero llega Catar con su empresario y en un hotel de la ciudad catarí se da como confirmado nuevo jugador del Al-Sailiya Sport Club.
Su debut sería el 27 de enero jugando 87 minutos en la victoria de su equipo 3-1 sobre Al Mesaimeer. Sus primeros dos goles serían el 13 de febrero en la derrota de su equipo 2-3 frente al Al Wakra.

### Tampa Bay Rowdies
El 19 de julio es presentado como nuevo jugador del Tampa Bay Rowdies de la North American Soccer League.

### Sport Huancayo
El 23 de febrero de 2017 se confirmado como nuevo jugador del Sport Huancayo de la Primera División de Perú. El 10 de abril marca su primer gol con el equipo en la derrota como visitantes 2-1 contra Comerciantes Unidos. Su primer doblete lo hace el 2 de julio en la victoria 3 a 1 en su visita a Alianza Atlético donde sale como la figura del partido. El 16 de julio vuelve a marca doblete para empatar el partido a tres goles como visitantes contra Alianza Lima.

### Al Shamal FC
Vuelve a Catar para jugar en  Al Shamal FC.

### Unión Comercio
Vuelve a Perú tras un año en Catar para jugar por Unión Comercio para salvarlo del descenso.

### Ayacucho FC
Ficha para el 2019 con los ayacuchanos siendo su primer refuerzo.

### Carlos Stein
En el 2020, ficha por el recién ascendido Carlos Stein de la Liga 1.

### Santos
En un partido entre el Santos y el Unión Comercio jugado el 11 de septiembre de 2021, Preciado llegó a los 500 partidos jugados a nivel profesional.
Terminaría su contrato el 1 de enero del 2022 sin llegar a un acuerdo, el cual acabaria su estadía en el cuadro de Nazca.
Actualmente se encuentra sin equipo desde comienzos del presente año.

## Estadísticas
Actualizado al último partido disputado en su carrera el 23 de septiembre de 2021.
| Club                             | Div.          | Temporada     | Liga  | Liga  | Copa Nacional | Copa Nacional | Copa Internacional | Copa Internacional | Total | Total |
| Club                             | Div.          | Temporada     | Part. | Goles | Part.         | Goles         | Part.              | Goles              | Part. | Goles |
| -------------------------------- | ------------- | ------------- | ----- | ----- | ------------- | ------------- | ------------------ | ------------------ | ----- | ----- |
| América de Cali · Colombia       | 1.ª           | 2002-04       | 74    | 6     | Inexistentes  | Inexistentes  | Inexistentes       | Inexistentes       | 74    | 6     |
| América de Cali · Colombia       | 1.ª           | 2006-08       | 74    | 6     | Inexistentes  | Inexistentes  | Inexistentes       | Inexistentes       | 74    | 6     |
| América de Cali · Colombia       | 1.ª           | 2010          | 28    | 1     | Inexistentes  | Inexistentes  | Inexistentes       | Inexistentes       | 28    | 1     |
| América de Cali · Colombia       | Total club    | Total club    | 102   | 7     | 0             | 0             | 0                  | 0                  | 102   | 7     |
| Real Cartagena · Colombia        | 1.ª           | 2005          | 39    | 6     | Inexistentes  | Inexistentes  | Inexistentes       | Inexistentes       | 39    | 6     |
| Real Cartagena · Colombia        | Total club    | Total club    | 39    | 6     | 0             | 0             | 0                  | 0                  | 39    | 6     |
| Deportivo Pereira · Colombia     | 1.ª           | 2009          | 34    | 8     | 2             | 0             | Inexistentes       | Inexistentes       | 36    | 8     |
| Deportivo Pereira · Colombia     | Total club    | Total club    | 34    | 8     | 2             | 0             | 0                  | 0                  | 36    | 8     |
| Millonarios · Colombia           | 1.ª           | 2011          | 34    | 3     | 9             | 0             | Inexistentes       | Inexistentes       | 43    | 3     |
| Millonarios · Colombia           | Total club    | Total club    | 34    | 3     | 9             | 0             | 0                  | 0                  | 43    | 3     |
| Deportes Tolima · Colombia       | 1.ª           | 2012          | 21    | 1     | 9             | 2             | 3                  | 1                  | 33    | 4     |
| Deportes Tolima · Colombia       | Total club    | Total club    | 21    | 1     | 9             | 2             | 3                  | 1                  | 33    | 4     |
| Envigado FC · Colombia           | 1.ª           | 2013          | 29    | 1     | 1             | 0             | Inexistentes       | Inexistentes       | 30    | 1     |
| Envigado FC · Colombia           | Total club    | Total club    | 29    | 1     | 1             | 0             | 0                  | 0                  | 30    | 1     |
| León de Huánuco · Perú           | 1.ª           | 2014          | 20    | 10    | 10            | 5             | Inexistentes       | Inexistentes       | 30    | 15    |
| León de Huánuco · Perú           | Total club    | Total club    | 20    | 10    | 10            | 5             | 0                  | 0                  | 30    | 15    |
| Alianza Lima · Perú              | 1.ª           | 2015          | 31    | 8     | 7             | 0             | 2                  | 0                  | 40    | 8     |
| Alianza Lima · Perú              | Total club    | Total club    | 31    | 8     | 7             | 0             | 2                  | 0                  | 40    | 8     |
| Al-Sailiya Catar                 | 2.ª           | 2016-I        | 10    | 4     | Inexistentes  | Inexistentes  | Inexistentes       | Inexistentes       | 10    | 4     |
| Al-Sailiya Catar                 | Total club    | Total club    | 10    | 4     | 0             | 0             | 0                  | 0                  | 10    | 4     |
| Tampa Bay Rowdies Estados Unidos | 2.ª           | 2016-II       | 18    | 0     | Inexistentes  | Inexistentes  | Inexistentes       | Inexistentes       | 18    | 0     |
| Tampa Bay Rowdies Estados Unidos | Total club    | Total club    | 18    | 0     | 0             | 0             | 0                  | 0                  | 18    | 0     |
| Sport Huancayo · Perú            | 1.ª           | 2017          | 26    | 9     | Inexistentes  | Inexistentes  | 1                  | 0                  | 27    | 9     |
| Sport Huancayo · Perú            | Total club    | Total club    | 26    | 9     | 0             | 0             | 1                  | 0                  | 27    | 9     |
| Al-Shamal Catar                  | 2.ª           | 2018-I        | 10    | 4     | Inexistentes  | Inexistentes  | Inexistentes       | Inexistentes       | 10    | 4     |
| Al-Shamal Catar                  | Total club    | Total club    | 10    | 4     | 0             | 0             | 0                  | 0                  | 10    | 4     |
| Unión Comercio · Perú            | 1.ª           | 2018-II       | 18    | 4     | Inexistentes  | Inexistentes  | Inexistentes       | Inexistentes       | 18    | 4     |
| Unión Comercio · Perú            | Total club    | Total club    | 18    | 4     | 0             | 0             | 0                  | 0                  | 18    | 4     |
| Ayacucho · Perú                  | 1.ª           | 2019          | 30    | 5     | Inexistentes  | Inexistentes  | Inexistentes       | Inexistentes       | 30    | 5     |
| Ayacucho · Perú                  | Total club    | Total club    | 30    | 5     | 0             | 0             | 0                  | 0                  | 30    | 5     |
| Carlos Stein · Perú              | 1.ª           | 2020          | 16    | 1     | Inexistentes  | Inexistentes  | Inexistentes       | Inexistentes       | 16    | 1     |
| Carlos Stein · Perú              | Total club    | Total club    | 16    | 1     | 0             | 0             | 0                  | 0                  | 16    | 1     |
| Santos · Perú                    | 2.ª           | 2021          | 18    | 6     | Inexistentes  | Inexistentes  | Inexistentes       | Inexistentes       | 18    | 6     |
| Santos · Perú                    | Total club    | Total club    | 18    | 6     | 0             | 0             | 0                  | 0                  | 18    | 6     |
| Total carrera                    | Total carrera | Total carrera | 456   | 77    | 38            | 7             | 6                  | 1                  | 500   | 85    |

## Palmarés

### Torneos nacionales
| Título                        | Club            | País     | Año  |
| ----------------------------- | --------------- | -------- | ---- |
| Torneo Apertura               | América de Cali | Colombia | 2002 |
| Torneo Finalización           | América de Cali | Colombia | 2008 |
| Copa Colombia                 | Millonarios     | Colombia | 2011 |
| Torneo de Promoción y Reserva | Sport Huancayo  | Perú     | 2017 |

### Distinciones individuales
| Distinción                                                                                    | Año  |
| --------------------------------------------------------------------------------------------- | ---- |
| Preseleccionado como delantero en el mejor once del Campeonato Descentralizado según la SAFAP | 2018 |